# Жерве, Пётр Любимович
Пётр Люби́мович Жерве́ (1829—1907) — контр-адмирал (29.02.1888) русского императорского флота, герой обороны Севастополя.

## Биография

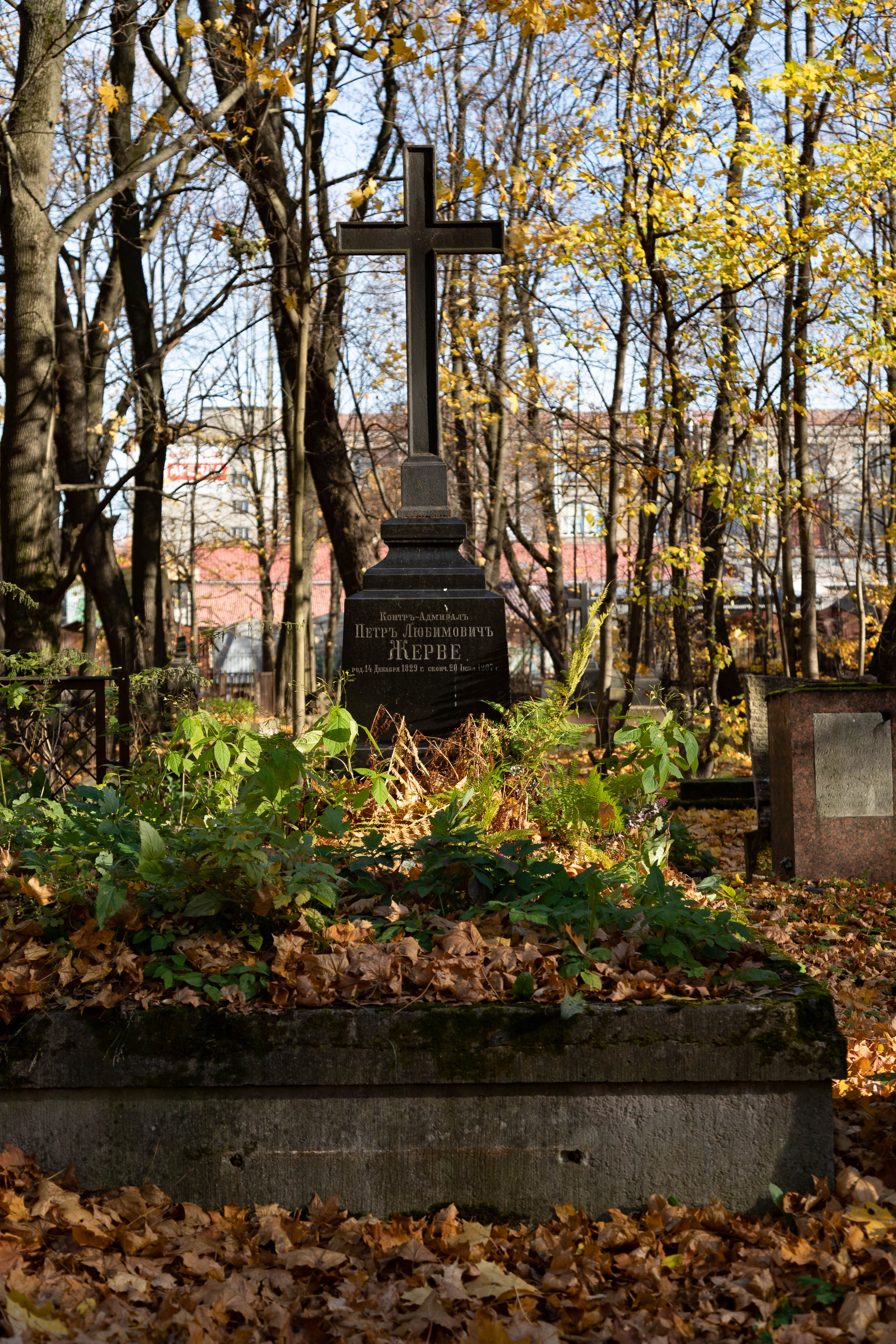
Могила Пётра Любимовича

Родился 14 (26) декабря 1829 года. Воспитанник морской роты Александровского кадетского корпуса в Царском Селе и Морского кадетского корпуса.

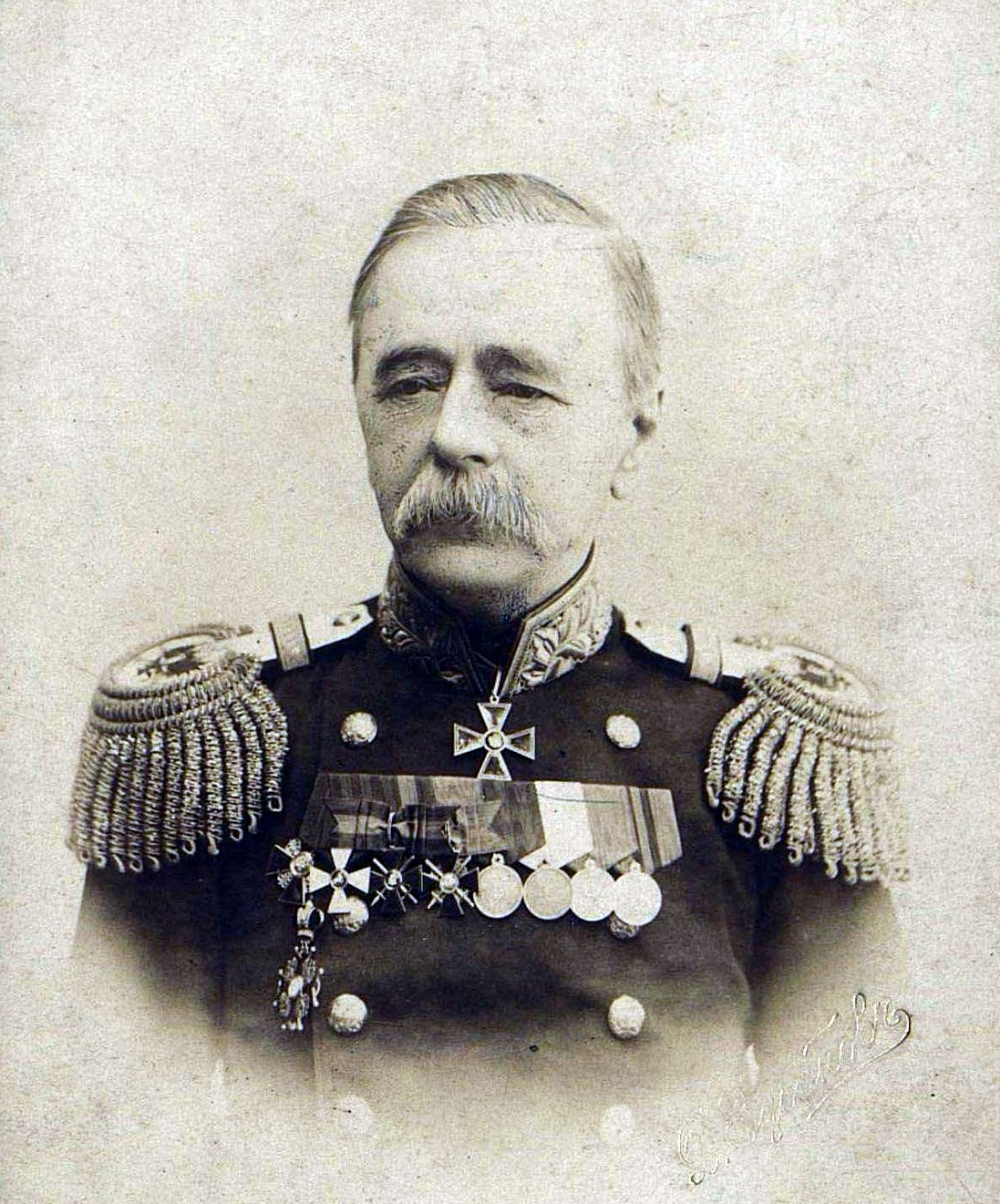
Фото из «ВЭС»

9 августа 1850 года произведён в мичманы с назначением в 39-й флотский экипаж (на Чёрном море). В течение всех 11 месяцев Севастопольской обороны на Корниловском бастионе командовал батареей своего имени. За оказанные подвиги во время отражения штурмов и распорядительность при бомбардировках награждён орденами Святой Анны 4-й степени с надписью «За храбрость», Святой Анны 3-й степени с мечами, Святого Владимира 4-й степени с мечами. 2 июля 1855 года произведён за отличие в лейтенанты. 16 ноября 1855 года за храбрость и распорядительность получил орден Святого Георгия 4-й степени
В воздаяние за примерную храбрость по командованию батареями при обороне, в последнее время, г. Севастополя, в 1855 году
10 июля 1855 года Жерве был ранен в руку и контужен в голову. Как значится в формуляре Жерве, «за блистательный подвиг, оказанный во время бомбардирования 5 и 6 октября 1854 г.», он получил «искреннюю душевную Государя Императора признательность». После окончания Крымской войны, Жерве некоторое время служил в Добровольном, а затем Балтийском флотах.  
1 января 1866 года произведён в капитан-лейтенанты. С того же года и около 20 лет командовал монитором «Ураган». 1 января 1874 года произведён в капитаны 2-го ранга, а 1 января 1878 года пожалован в капитаны 1-го ранга. Расстроенное ранами здоровье заставило Жерве оставить строевую службу. 10 июня 1885 года он был зачислен по флоту. 29 февраля 1888 года Жерве был произведён в контр-адмиралы с полным увольнением от службы по болезни. 
Умер 20 июня (3 июля) 1907 года. Похоронен на Смоленском евангелическом кладбище.
В честь П. Л. Жерве назван мыс (мыс Жерве (Янодан)) в Японском море (полуостров Корея), обследован в 1886 году экипажем клипера «Крейсер», им же присвоено название.

## Награды
- Орден Святой Анны 4-й степени (1854)
- Орден Святой Анны 3-й степени с мечами (1855)
- Орден Святого Владимира 4-й степени с мечами (1855)
- Орден Святого Георгия 4-й степени (16.11.1855)
- Орден Святого Станислава 2-й степени (1865)
- Орден Святой Анны 2-й степени (1877)
- Орден Святого Владимира 3-й степени (30.08.1882)

## Семья
Жена — Анна Алексеевна Жерве (1847 — 23.10.1918, Петроград). Их дети:
- Екатерина Петровна Жерве (1869 — 22.06.1918, Петроград[4]);
- Николай Петрович Жерве (1871—?) —  подполковник, военный писатель.